# Кањон Дрине
Кањон Дрине припада композитном типу долина, на дужини од неколико десетина километара смењују се долинска проширења (котлине) и долинска сужења (клисуре и кањони) у току реке Дрине, на граници Србије и Републике Српске (БиХ).
Најдубљи део кањона, Дрина је изградила усецајући се у падине планине Звијезде на простору од ушћа реке Жепе до Невељског потока, где је у појединим деловима кањон дубок и до хиљаду метара. Кањон је усечен у масивним и ређе слојевитим средњотријарским кречњацима. Стране кањона су врло стрме са бројним точилима и сипарима, обрасле шумском и жбунастом вегетацијом, али се често јављају вертикалне, голе стеновите површине.
Изградњом бране код Перућца, најнижи делови кањона су потопљени и претворени у Перућачко језеро, које се простире до Вишеграда и до којег је организовано крстарење бродом.